# Adair, Iowa
Adair är en ort (city) i Adair County och Guthrie County i delstaten Iowa i USA. Orten hade 791 invånare, på en yta av 5,78 km² (2020).